# Нижний Булатец
Нижний Булатец (укр. Нижній Булатець) — село в Высшебулатецком сельсовете в Лубенском районе Полтавской области Украины.
Население по переписи 2001 года составляло 832 человека.
В Центральном государственном историческом архиве Украины в Киеве имеется метрическая книга 1723 года.

## Географическое положение
Село Нижний Булатец находится на берегу безымянной речушки,
выше по течению на расстоянии в 1,5 км расположено село Высший Булатец,
ниже по течению примыкает город Лубны.
Рядом проходит автомобильная дорога Т-1713 и
железная дорога, станция Лубны в 2-х км.